# Livila
Claudia Livia, más conocida por su apodo Livila (la "pequeña Livia"; c. 13 a. C.-31) fue el único vástago femenino del matrimonio formado por Nerón Claudio Druso y Antonia la Menor. Su importancia en la historia de la dinastía Julio-Claudia se limita a haber sido la esposa y presunta asesina de Druso el Joven, el principal candidato al mando imperial durante los gobiernos de Augusto y de Tiberio.

## Biografía
Livila era sobrina nieta del emperador Augusto, sobrina del emperador Tiberio, tía paterna del emperador Calígula, hermana del emperador Claudio, tía abuela del emperador Nerón y nieta de Marco Antonio.
Se sabe poco sobre sus relaciones con su familia, aunque Suetonio cuenta que despreciaba a su hermano menor, Claudio, ya que al oír el augurio de que un día llegaría a ser emperador, se lamentó públicamente de tan aciago destino para los romanos. Aparentemente sintió resentimiento y envidia de su cuñada Agripina la Mayor, la arrogante esposa de su hermano Germánico, con quien era desfavorablemente comparada, pues Agripina cumplió mejor su deber de producir herederos imperiales a su casa y fue mucho más popular; sin embargo, Tácito informa que Livila era mucho más hermosa, aunque fue bastante desgarbada cuando niña. Al igual que la mayoría de las mujeres del clan Julio-Claudio, fue muy ambiciosa, especialmente respecto de sus hijos varones.
Sus maquinaciones con Sejano lograron condenar a su rival y cuñada Agripina la Mayor, así como a los hijos de ésta que fueron excluidos de la sucesión de Tiberio. Descubiertos los complots de Sejano, Tiberio recibió una denuncia sobre la participación de Livila en estos crímenes, pero no se probó que hubiera envenenado a su marido Druso el Joven.
Fue condenada a morir de inanición, recluida en sus habitaciones por su propia madre, Antonia la Menor, en 31. Su memoria fue maldita por el Senado y sus estatuas fueron quebradas. Persisten muy pocas representaciones de Livila y las que quedan están parcialmente dañadas.

## En la ficción
En la miniserie televisiva Yo, Claudio es interpretada por Patricia Quinn y en A.D. Anno Domini por Susan Sarandon.